# Кучугуры (Краснодарский край)
Кучугу́ры — посёлок в Темрюкском районе Краснодарского края Российской Федерации. Входит в состав Фонталовского сельского поселения.

## География

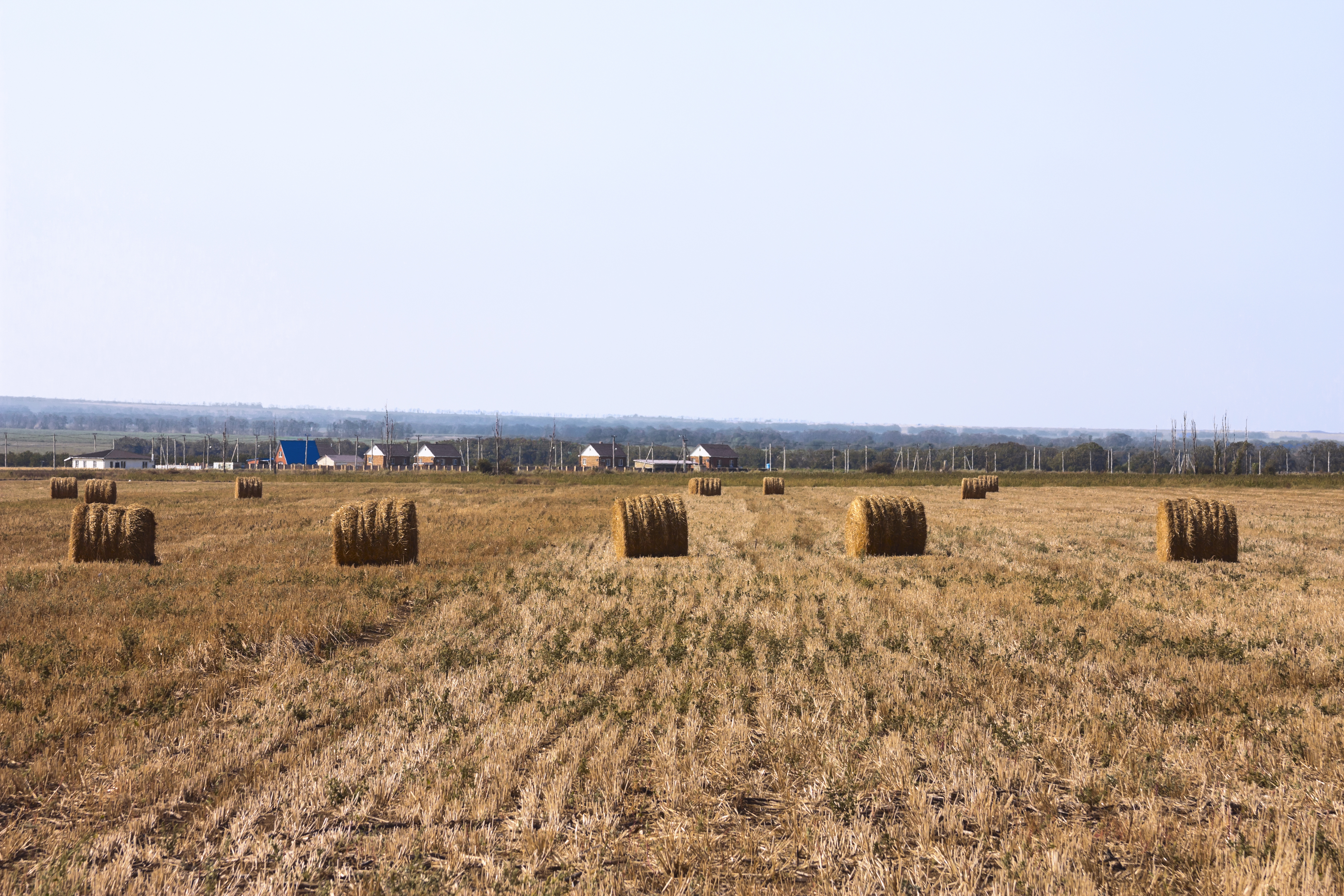
Кучугуры в сентябре (2014 г.)

Посёлок расположен на северо-западе Таманского полуострова, на берегу Темрюкского залива Азовского моря, в 4 км севернее станицы Фонталовская, в 35 км западнее города Темрюк.

## История

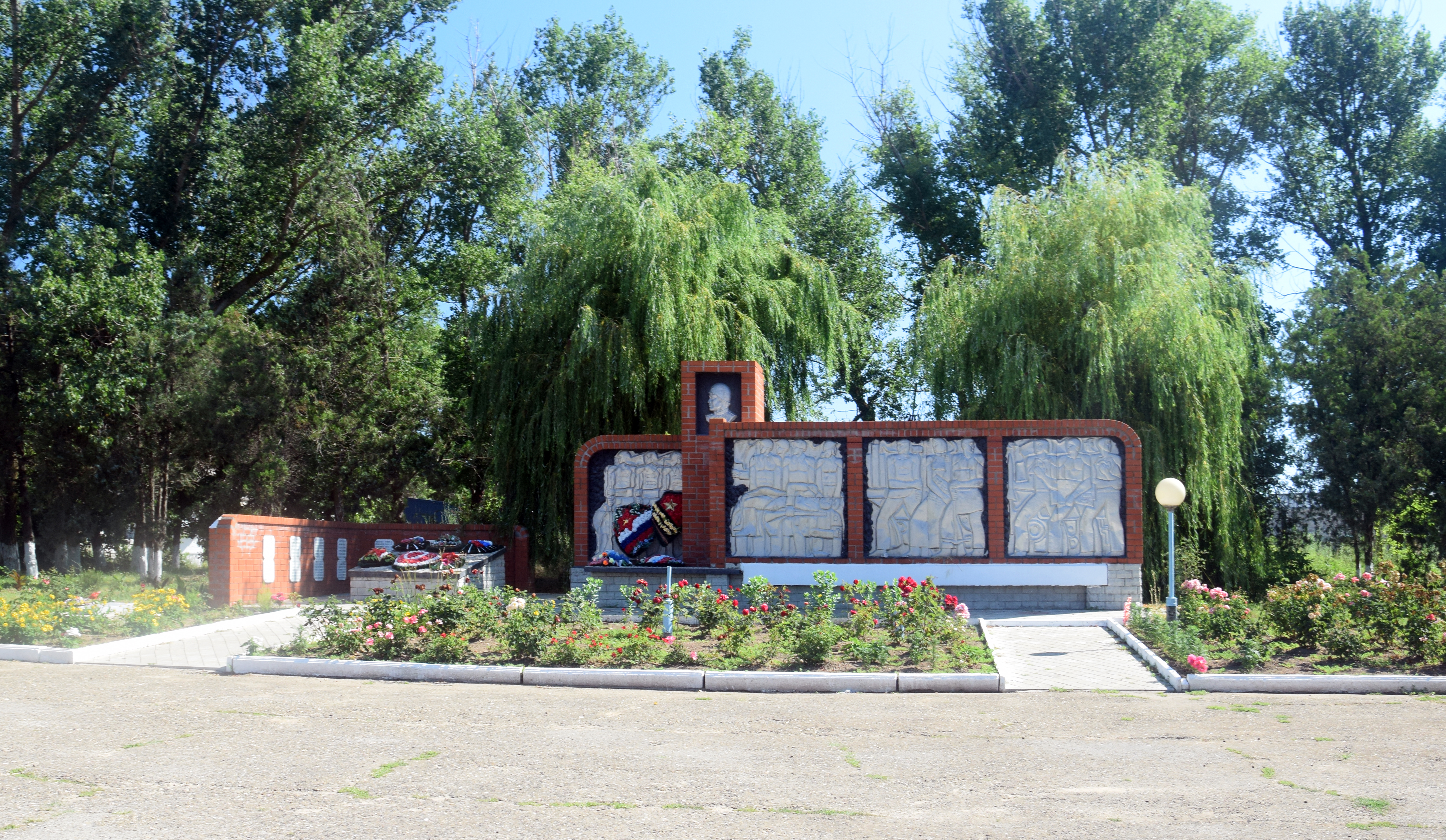
Мемориал славы советским воинам, павшим в боях за посёлок в 1943 г.

Название посёлка обусловлено особенностью местности, на которой было основано поселение, изобилующей множеством огромных дюн (кучугуры — народный термин, встречающийся в диалектах русского и украинского языков преимущественно для обозначения сугробов, песчаных дюн или песчаных бугров).
Официальной датой образования посёлка считается 1924 год. До 1940 года здесь образована артель «Красный Кучугур». Во время Великой Отечественной войны хутор был полностью разрушен, уцелели лишь три хаты, а жители выселены немцами в Крым. После войны до 1951 года здесь действовала артель «Путь Коммунизма». С 1957 года при разделе земли образовался колхоз «Приморский», который в 1960 году реорганизован в винсовхоз «Голубая бухта».
Хотя хутор Кучугуры Темрюкского района был окончательно упразднён в 1970-х годах, на данный момент он процветает. Население посёлка составляет почти 2,5 тысячи человек. Это курорт, который славится своими песчаными пляжами. Здесь работают базы отдыха, пансионаты, детский оздоровительный центр «Искра», где могут отдохнуть до 650 детей и взрослых.

## Население
| 2002 | 2010  |
| ---- | ----- |
| 2214 | ↗2429 |

## Достопримечательности
Памятник истории «Братская могила и мемориал славы советским воинам»
В нескольких километрах к северо-западу от посёлка на мысе Пеклы находится грязевой вулкан Азовское пекло (Плевак). В посёлке имеются отели и организованные пляжи на море.

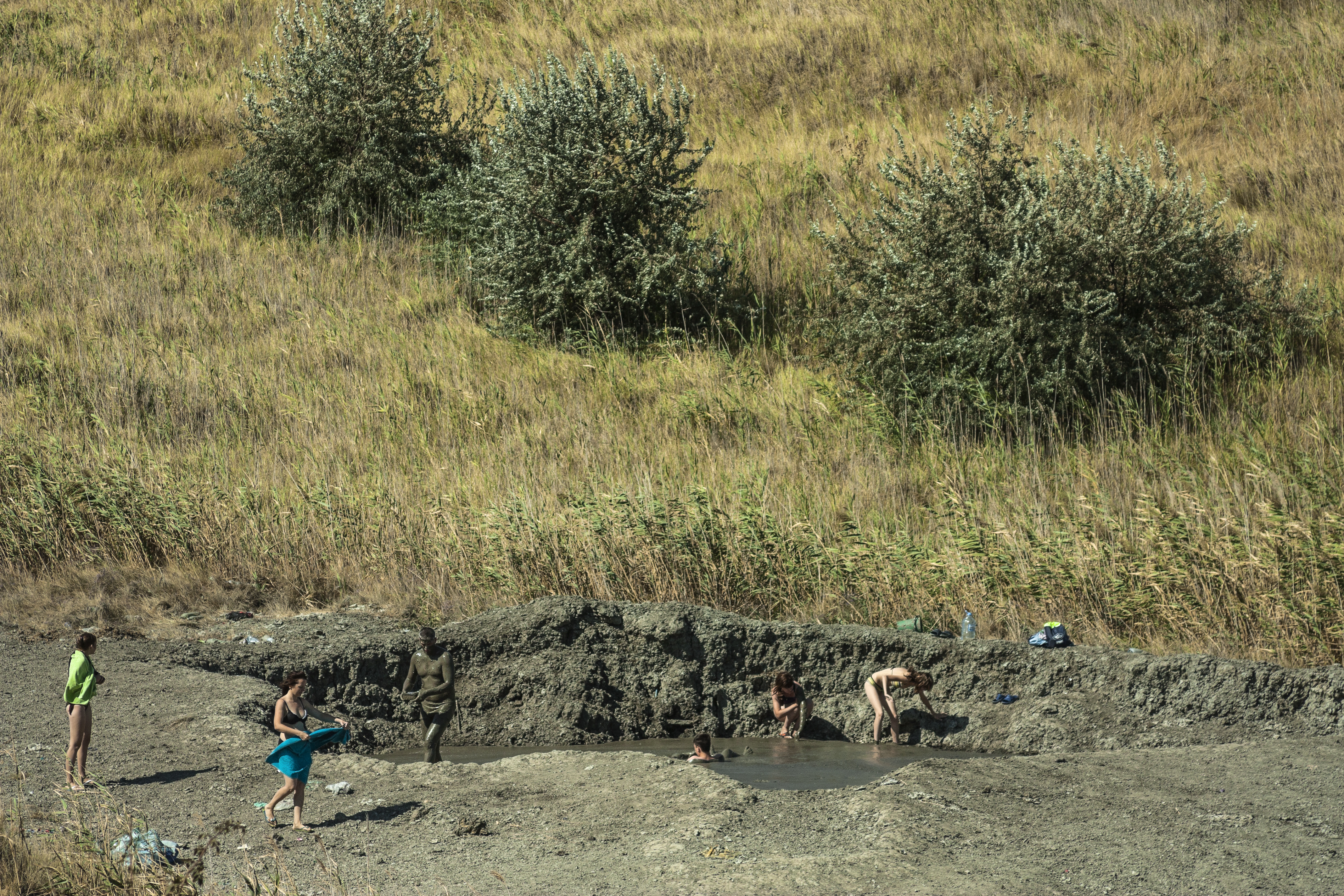
Грязевой вулкан на мысе Пеклы

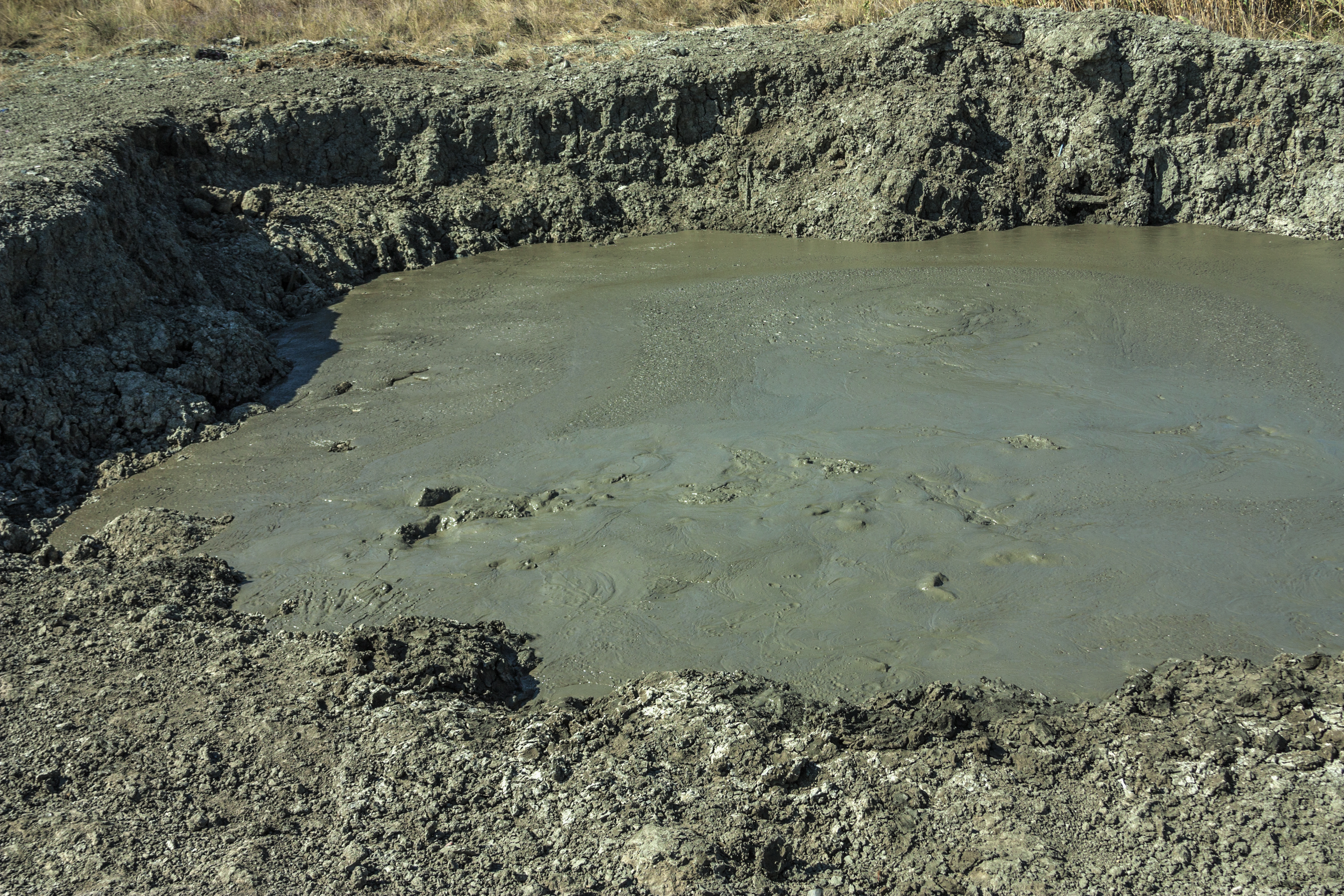
Грязевой вулкан на мысе Пеклы

## Транспорт
Посёлок Кучугуры связан автомобильной дорогой с трассой Новороссийск — порт Кавказ (расстояние до трассы и расположенной на ней станицы Фонталовской — 5 км). Кучугуры связаны регулярным автобусным сообщением с районным центром — городом Темрюком.
Маршруты:
- 107: Кучугуры — Темрюк (по 2 рейса в день в каждую сторону),
- 107а: Запорожская — Кучугуры — Темрюк (1 рейс в день в каждую сторону).

Ближайшая железнодорожная станция — Фонталовская (располагается у одноимённой станицы, пассажирские операции не осуществляются). Ближайшие железнодорожные станции на Таманском полуострове с возможностью посадки и высадки пассажиров — Тамань-Пассажирская (расстояние по дорогам — 49 км), Анапа (расстояние — 72 км) и Варениковская (расстояние — 79 км).
Расстояние до порта Кавказ — 31 км.
Ближайший аэродром на Таманском полуострове — аэродром малой авиации Темрюк (расстояние — 37 км), ближайший аэропорт — международный аэропорт Анапа (расстояние — 67 км).

## Улицы

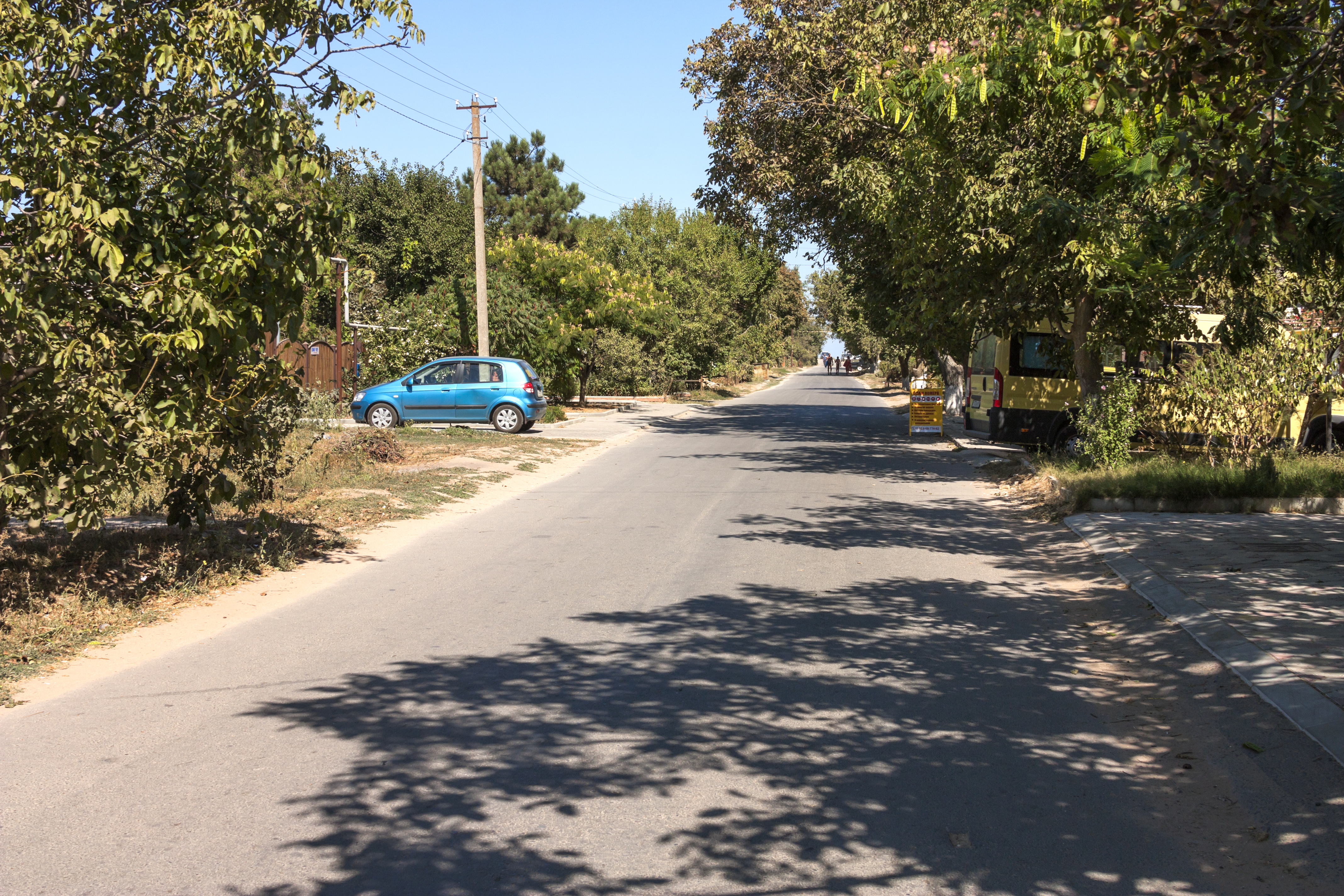
Дорога к морю, посёлок Кучугуры (ул. Гагарина), сентябрь 2014 г.

| - Почтовый переулок, - Гвардейский переулок, - Зелёный переулок, - Казачий переулок, - Коралловый переулок, - Курортный переулок, - Морской переулок, - Первомайский переулок, - Солнечный переулок, - Вишнёвый переулок, - Абрикосовая улица, | - Азовская улица, - Алтайская улица, - Береговая улица, - Боспорская улица, - Виноградная улица, - Восточная улица, - улица Гагарина, - улица Дружбы, - Зелёная улица, - Изумрудная улица, | - Киевская улица, - Кленовая улица, - Коммунистическая улица, - Комсомольская улица, - Коралловая улица, - Красная улица, - Краснофлотская улица, - Кубанская улица, - улица Ленина, - Луговая улица, | - улица Мира, - Молодёжная улица, - Московская улица, - Новая улица, - Приморская улица, - Рабочая улица, - Степная улица, - Светлая улица, - Триумфальная улица, - Южная улица. |